# 大衛·巴巴揚
大衛·巴巴揚（1973年4月5日—）是阿爾察赫共和國政治人物，曾任中央資訊部長、阿爾察赫外交部長、總統顧問等職。2019年他創立阿爾察赫保守黨並擔任黨魁。
2023年納戈爾諾-卡拉巴赫衝突後，巴巴揚前往亞塞拜然控制的舒沙向亞塞拜然投降，他表示自己若逃避，可能對飽受創傷的祖國和人民帶來更多傷害，而這是他作為一個真誠的人、愛國者與基督徒所不能容許的。